# Москвич Майя Юріївна
Майя Юріївна Москвич (29 грудня 1989 року, с. Нічогівка, Волинської обл., Українська РСР) — громадська активістка, учасниця Революції Гідності, ветеранка російсько-української війни, перша жінка-учасниця Національної збірної України в міжнародних змаганнях Invictus Games, засновниця клубу Archers Birds.

## Біографія
Народилася 29 грудня 1989-го в селі Нічогівка Маневицького району на Волині. Виховували дід із бабою. Мати — інвалід, за освітою технік-геофізик, працювала в об'єднанні «Краснохолмськгеологія». З батьком одружені не були, зв'язок втратили.
У 2005 вступила до Волинського державного коледжу технологій та бізнесу на спеціальність «Бухгалтерський облік».
У 2008 році почала навчатись у Луцькому національному технічному університеті. У 2010 отримала диплом бакалавра за спеціальністю «Облік та аудит». У 2011 отримала диплом спеціаліста за напрямком «Міжнародна економіка».
У 2013 році працювала бухгалтером в обласному центрі національно-патріотичного виховання та стала його директором.

### Громадська діяльність
В 2009 долучилась до організації «Національний Альянс» [Архівовано 4 жовтня 2019 у Wayback Machine.]. Згодом очолила Волинський обласний осередок.
В 2010 році за активну громадську позицію та організацію акції проти свавілля СБУ отримувала погрози про виключення від декана факультету бізнесу, в університеті, де навчалась.
В 2013 році очолила всеукраїнську громадську організацію «Національний Альянс».
В листопаді 2013 року стала однією з ініціаторок луцького Євромайдану. У грудні того року була серед активістів, що виносили портрет президента Віктора Януковича зі стін Волинської обласної ради. За перевернутий портрет президента отримала двомісячний домашній арешт. Її зобов'язали не виїжджати за межі Волинської області, не з'являтися на Театральному майдані обласного центру (Євромайдані) та носити електронний засіб контролю — браслет.
В 2018 році долучилась до Жіночого ветеранського руху та разом з посестрами-ветеранками розпочала ветеранські дипломатичні місії в проекті «Амбасадор. Ветеранська дипломатія».
В 2019 році заснувала стрілецький клуб та федерацію зі стрільби з лука в Луцьку.

### Військовий досвід
У серпні 2014 пішла добровольцем в АТО у складі батальйону Національної гвардії імені генерала Сергія Кульчицького.
З березня 2015 служила в розвідувальному батальйоні «Гарпун». В серпні 2015-го підрозділ розформували.
У 2017 бійці батальйону «Гарпун» ввійшли до полку поліції особливого призначення «Миротворець». Там Майя працювала на посаді інспектора та відбула 3 ротації в зоні АТО. Брала участь у боях на Донеччині і Луганщині. За станом здоров'я була змушена покинути службу.

## Участь у Invictus Games
За період служби в АТО, стан здоров'я Майї Москвич значно погіршився. Тому їй довелось звільнитись та проходити період реабілітації.
У березні 2018 року вона взяла участь у відборі до складу збірної команди України Ігор Нескорених, що проходив у місті Львові. Після спортивних тестувань Москвич Майя стала членом Національної збірної команди України Ігор Нескорених. Вона представляла Україну в категорії «Стрільба з лука».
Майя Москвич єдина та перша жінка  у складі збірної команди України, яка взяла участь у змаганнях «Ігри Нескорених».
На змаганнях «Ігри Нескорених» в м. Сідней ветеранка виборола одразу дві золоті нагороди — перша у командній стрільбі з лука разом з Андрієм Усачем та Сергієм Шимчаком. Другу золоту нагороду Майя здобула в індивідуальній стрільбі з лука серед жінок.